# Xã Monroe, Quận Perry, Ohio
Xã Monroe (tiếng Anh: Monroe Township) là một xã thuộc quận Perry, tiểu bang Ohio, Hoa Kỳ. Năm 2010, dân số của xã này là 1.508 người.